# Gastronomia cajun

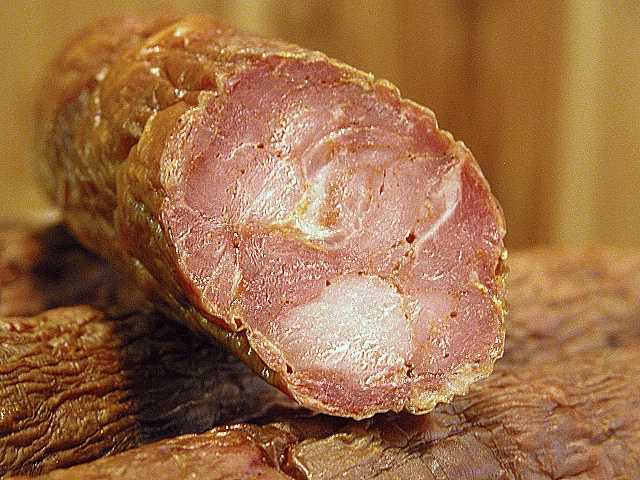
Embotit típic cajun: l'andouille.

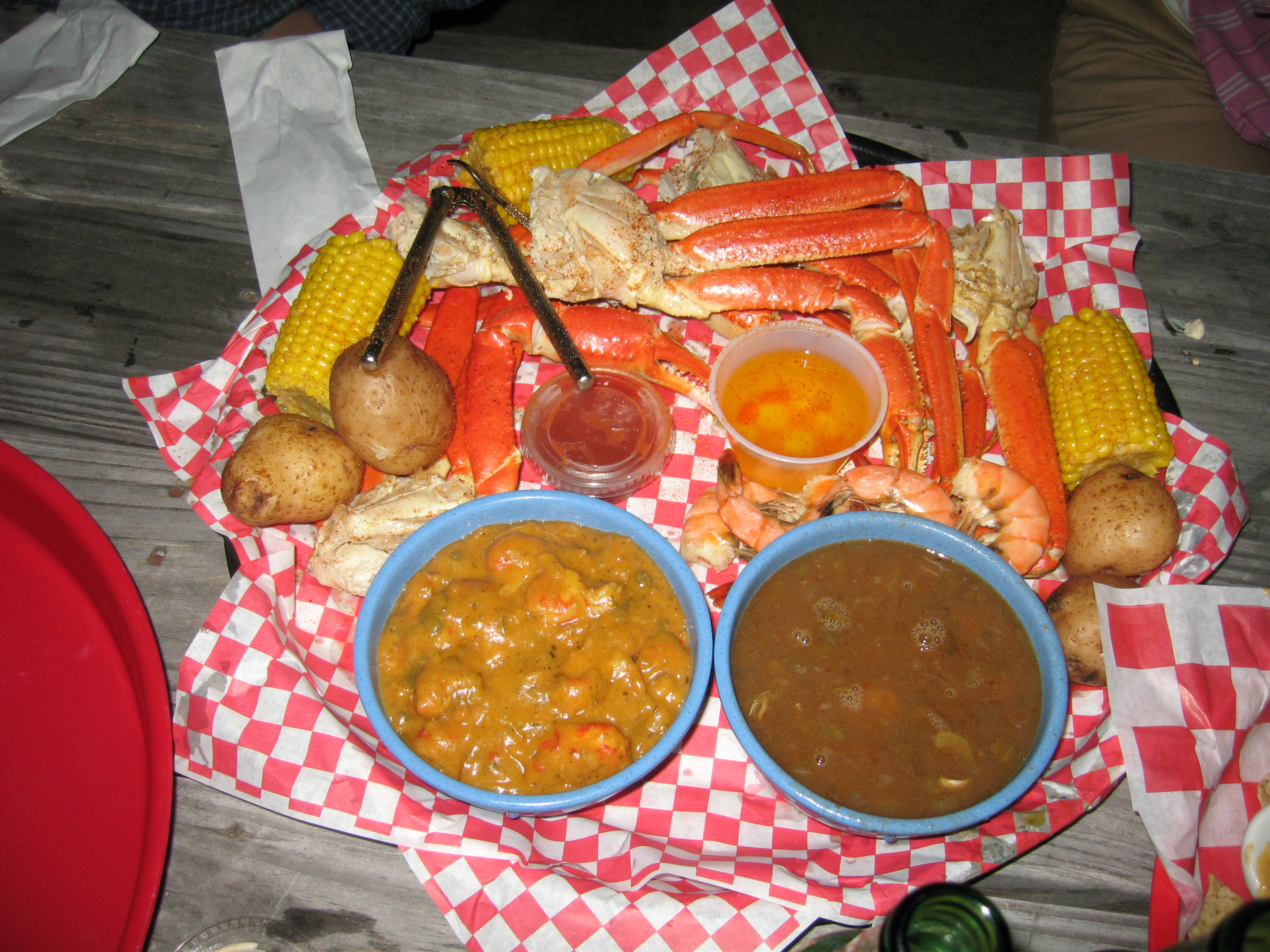
Un plat amb etouffee de gambes, potes de cranc, gambes, creïlles, i dacsa.

La gastronomia cajun (francès: Cuisine cadienne, [kɥizin kadʒæ̃n]) es correspon a la cuina tradicional dels descendents de desplaçats francocanadencs, expulsats d'Acàdia després de la incorporació dels territoris francesos del Canadà a la Corona Britànica, i aquesta es troba en la seua majoria en l'Estat de Louisiana. S'ha considerat des de sempre com una cuina rústica, fortament fonamentada en els ingredients locals i de preparació molt simple. Un autèntic menjar cajun està format per tres plats: el plat principal, un altre fonamentalment d'arròs, pa de dacsa o un altre plat de cereals i el tercer conté algun tipus de verdura.

## Ingredients
Les verdures aromàtiques com els pebrots, les cebes i l'api estan catalogats per alguns xefs com la santa trinitat de la cuina cajun. Els tres ingredients es piquen i finalment es combinen de manera similar a com s'elabora un mirepoix en la cuina francesa tradicional, que sol emprar cebes, api, i carlota. Els condiments principals són el julivert, les fulles de llorer, ceballot, i la cayena seca. Aquesta cuina és més propera a la cuina mediterrània que a la estatunidenca, per la fusió cultural conformant del poble cajun (italians, espanyols, i francesos, etc). És molt freqüent emprar com a mètode de cuina l'étouffée.

## Menjars
- Jambalaia